# Senfe
Senfe (Sinapis) sind eine kleine Pflanzengattung in der Familie der Kreuzblütengewächse (Brassicaceae). Der Weiße Senf (Sinapis alba L.) ist eine wichtige Nutzpflanze.

## Beschreibung

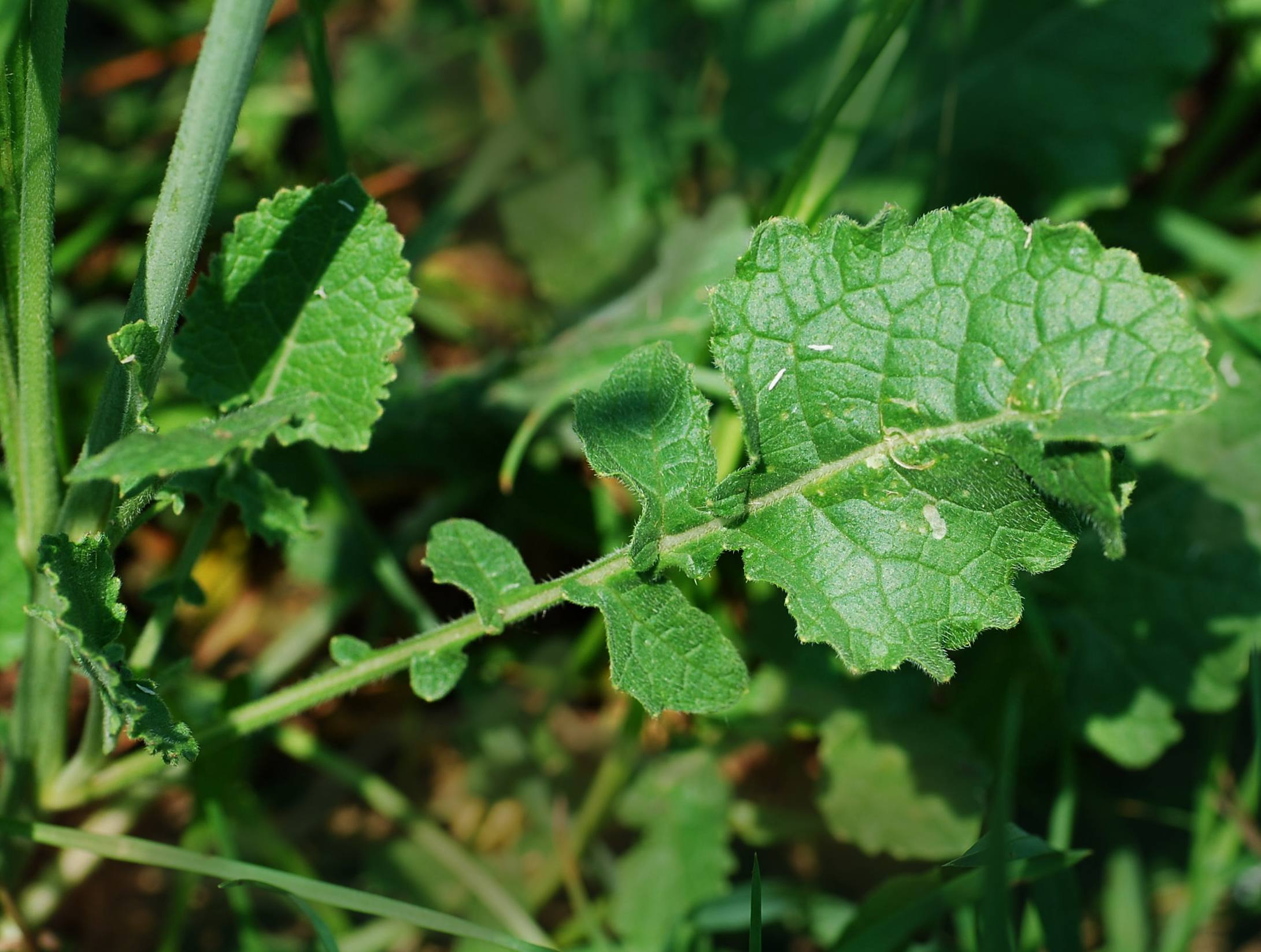
Laubblatt vom Acker-Senf (Sinapis arvensis)

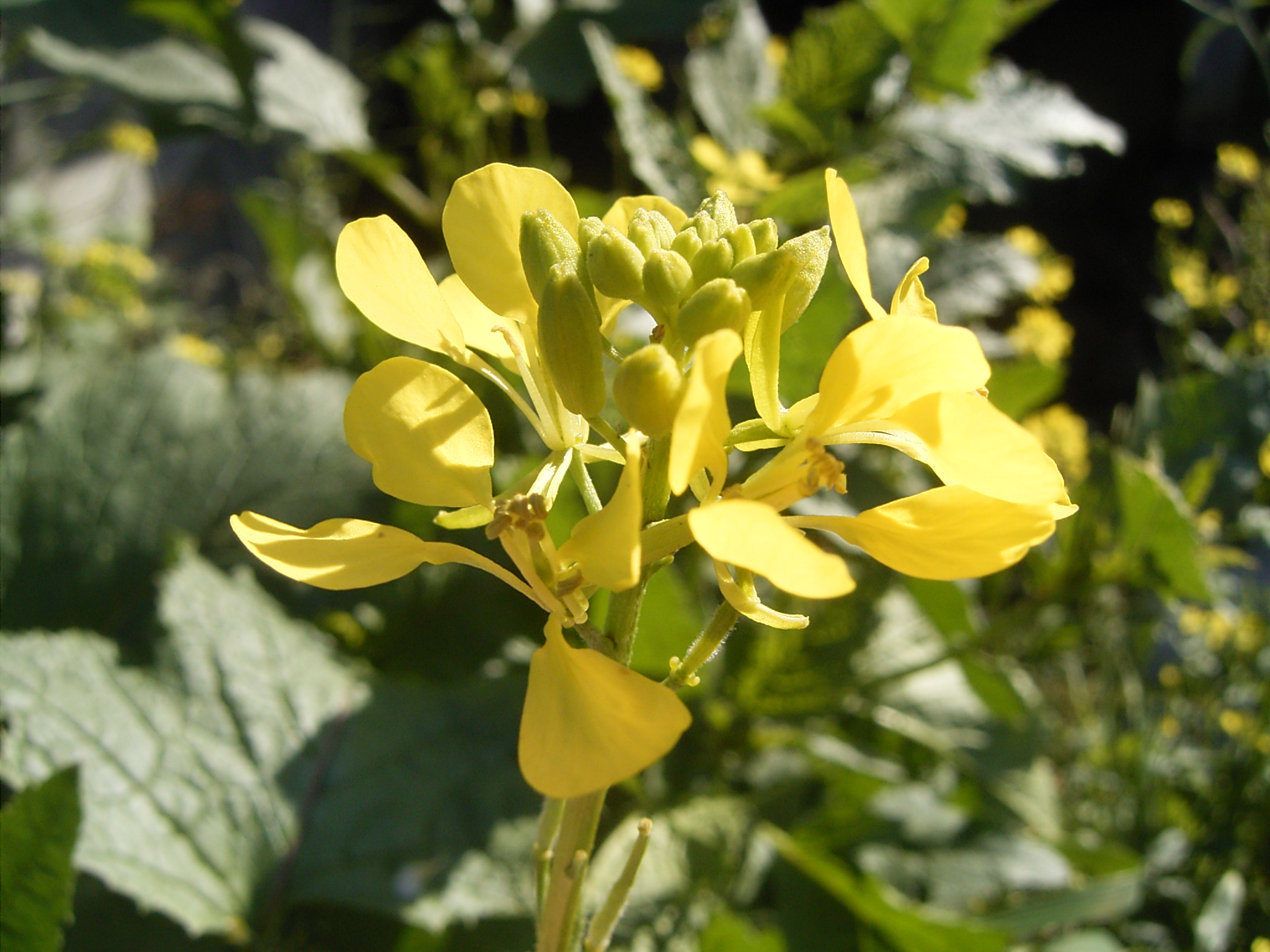
Der Blütenstand ist anfangs schirmtraubig, hier beim Acker-Senf (Sinapis arvensis)

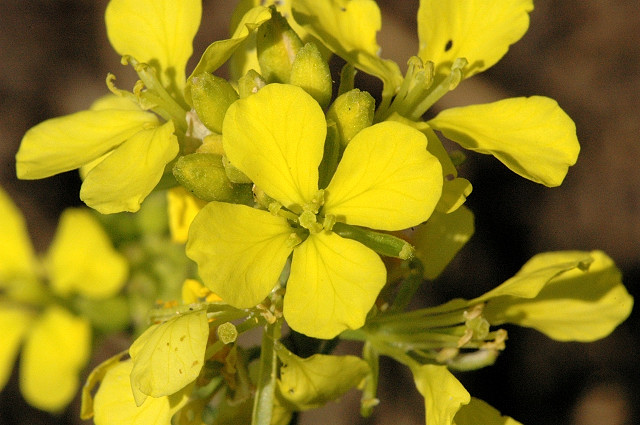
Blüten vom Acker-Senf (Sinapis arvensis) mit vier gelben, deutlich genagelten Kronblättern

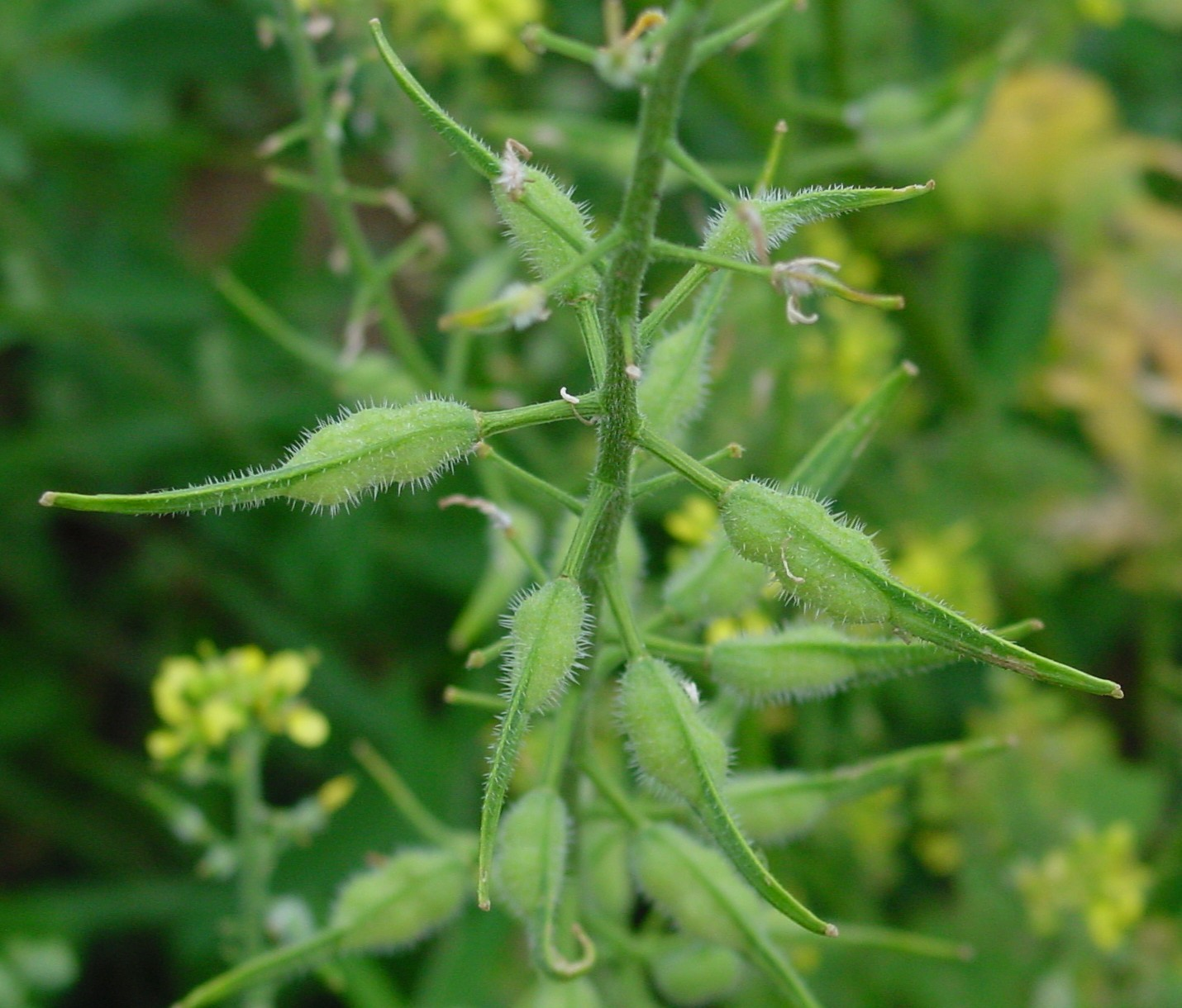
Die geschnäbelten Schoten sind beim Weißen Senf (Sinapis alba) borstig behaart

### Vegetative Merkmale
Sinapis-Arten sind meist einjährige, selten ausdauernde, krautige Pflanzen, die Wuchshöhen von 30 bis 80 Zentimetern erreichen. Die oberirdischen Pflanzenteile können kahl oder mit einfachen Trichomen behaart sein. Der aufrechte Stängel kann im oberen Bereich verzweigt sein. 
Die wechselständig und spiralig am Stängel angeordneten Laubblätter sind gestielt oder ungestielt und einfach oder zusammengesetzt. Die unteren Laubblätter sind meist gestielt und die Blattspreite ist selten einfach, sondern meist stark gebuchtet, fiederspaltig, leierförmig bis ein- oder zweifach gefiedert. Die oberen Laubblätter besitzen kürzere bis kaum erkennbare Stiele, wobei sie den Stängel am Ansatz nicht umfassen und die Blattspreite ist mehr oder weniger einfach, höchstens leicht gelappt. Der Blattrand ist ungleich mehr oder weniger grob gezähnt.

### Blütenstand und Blüten
Die Blüten stehen in einem endständigen, anfangs schirmtraubigen, durch eine sich bis zur Fruchtreife beträchtlich verlängernde Blütenstandsachse, später traubigen Blütenstand zusammen. 
Die zwittrigen, vierzähligen Blüten der Sinapis-Arten besitzen den typischen kreuzförmigen Aufbau der Kreuzblütler mit vierzähliger, doppelter Blütenhülle. Die vier grünen, freien Kelchblätter sind schmal länglich bis lineal und meist ausgebreitet, selten zurückgebogen. Die vier gelben, freien Kronblätter sind genagelt, verkehrt-eiförmig und ausgebreitet. Es sind sechs freie, fertile Staubblätter mit länglichen Staubbeuteln vorhanden. Zwei Fruchtblätter sind zu einem oberständigen Fruchtknoten verwachsen, der vier bis zwanzig Samenanlagen enthält. Der Griffel endet in einer kopfigen oder zweilappigen Narbe. Es sind vier nicht untereinander verwachsene Nektardrüsen vorhanden, wobei das seitliche Paar prismatisch und flach, aber das mittlere Paar eiförmig ist.

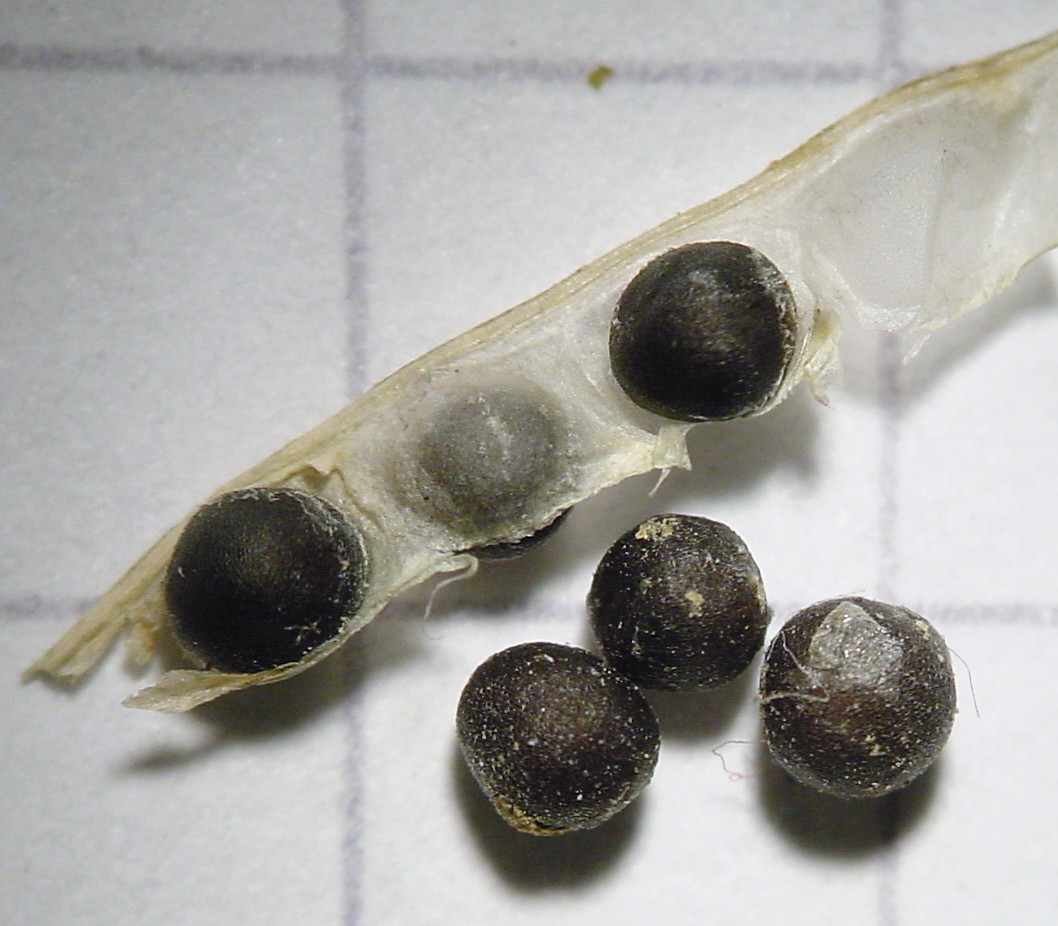
Septum und Samen einer geöffneten Schote des Acker-Senfs (Sinapis arvensis)

### Fruchtstand, Früchte und Samen
Der Fruchtstand ist stark aufgelockert. Die schlanken bis oft verdickten Fruchtstiele sind aufrecht, aufsteigend, sparrig bis zurückgebogen. Es werden vom Stängel abstehende, lineale, lanzettliche, längliche, stielrunde bis etwa abgeflachte und dadurch etwas vierkantigen Schoten ausgebildet, die bei Reife zweiklappig aufplatzen. Charakteristisch für die Gattung ist die Verlängerung der Schoten durch einen samenlosen Fruchtschnabel. Die Klappen besitzen drei bis sieben erhabene oder dünne bis dicke und undeutliche Nerven. Das häutige Septum ist vollständig ausgebildet. Das Replum ist gerundet. Eine segmentierte Schote enthält zwei bis fünf, selten zwanzig Samen in einer Reihe, wobei das letzte Segment keine oder höchstens zwei Samen enthält. 
Die meist plumpen und kugeligen, selten leicht abgeflachten Samen besitzen eine meist fein netzartige Oberfläche. In den Samen sind die zwei Keimblätter (Kotyledonen) längsgefaltet. Die Samen der Senf-Arten zeichnen sich durch eine sehr lange Keimfähigkeit aus (40 Jahre und mehr).

## Chromosomenzahlen und Inhaltsstoffe
Die Chromosomengrundzahl beträgt x = selten 7, meist 9 oder 12.
Die in vielen Kreuzblütengewächsen enthaltenen Senfölglykoside sind bei den Senfarten in hoher Konzentration vorhanden, besonders beim Weißen Senf.

## Standorte
In Kultur genommene Arten sind oft in weiten Teilen der Welt eingebürgert. Die Senf-Arten neigen zum Verwildern. Wild wachsen die meisten Arten an offenen, gestörten Standorten wie Brachland, Straßenrändern oder Ackerrändern.

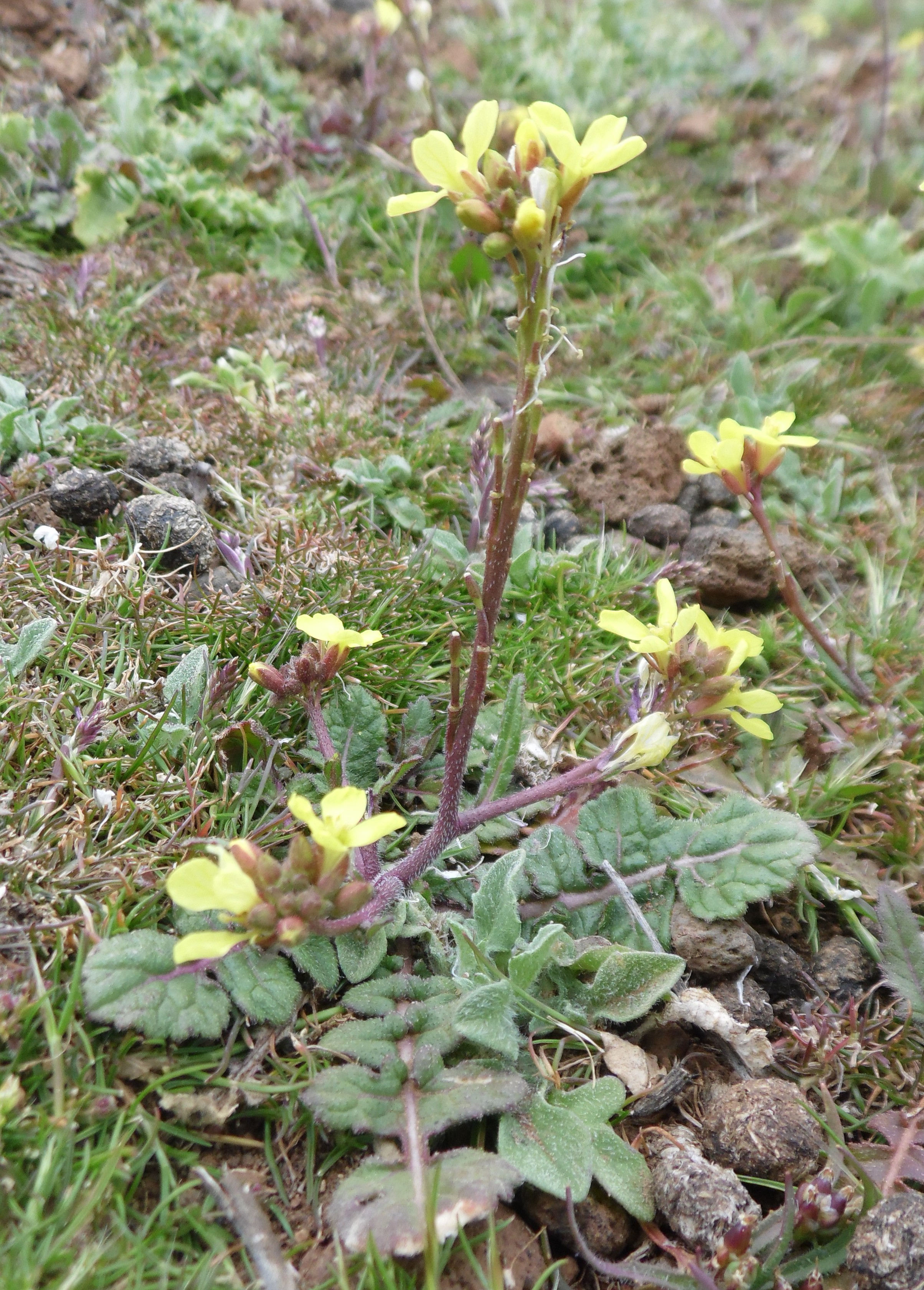
Habitus, Laubblätter und Blütenstand von Sinapis pubescens

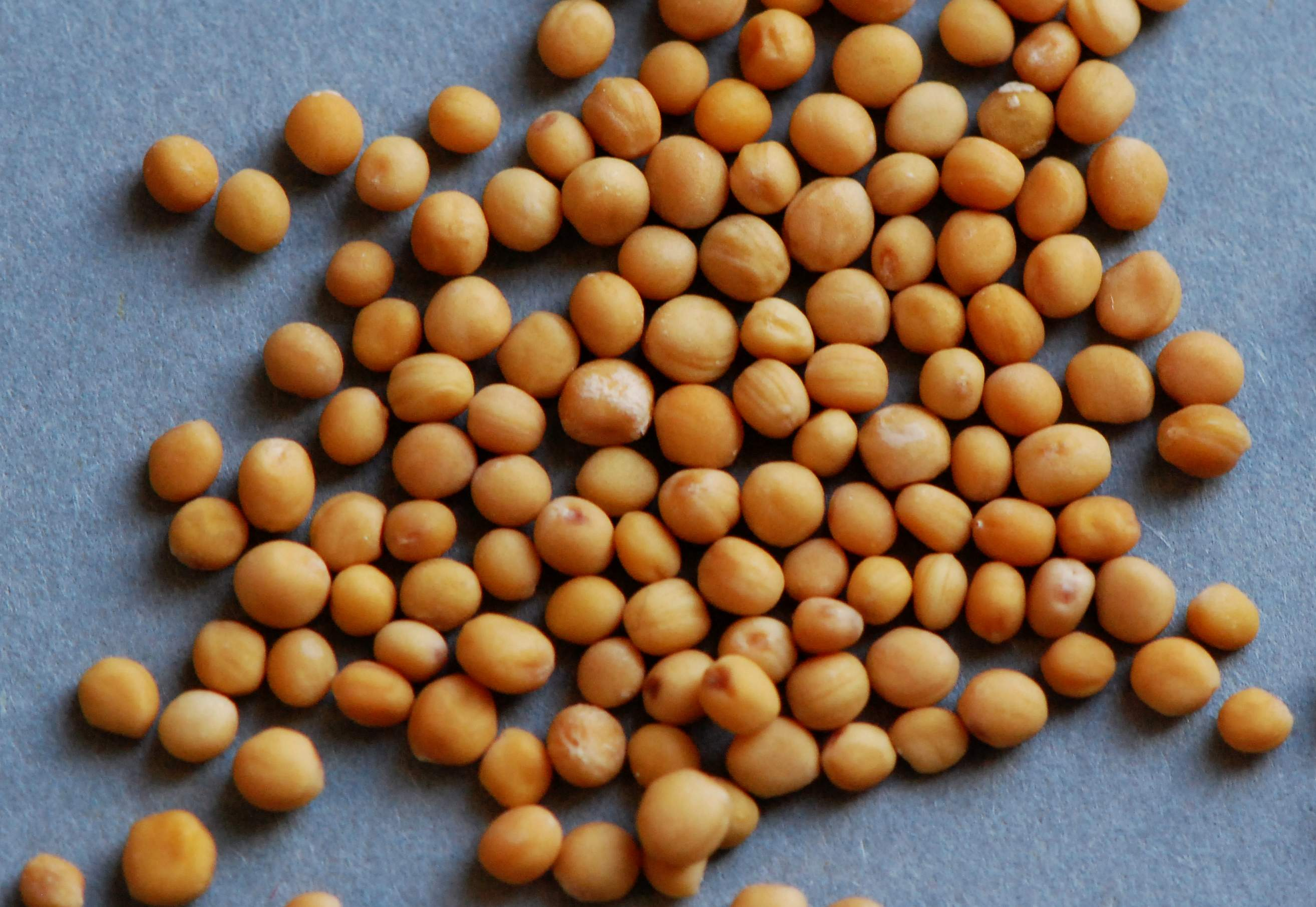
Samenkörner des Weißen Senfs (Sinapis alba)

## Systematik und Verbreitung
Die Erstveröffentlichung der Gattung Sinapis erfolgte 1753 durch Carl von Linné in Species Plantarum, Band 2, Seite 668. Die Gattung Sinapis gehört zur Tribus Brassiceae in der Familie der Brassicaceae.
Die vier Senf-Arten stammen aus dem Mittelmeerraum, insbesondere aus dem nördlichen Afrika. Zwei davon strahlen weit nach Vorderasien aus.
Zur Gattung Sinapis gehören vier Arten:
- Acker-Senf (Sinapis arvensis L.); Er ist mit mindestens zwei Unterarten in Eurasien und Nordafrika verbreitet; er ist aber weltweit ein Neophyt.[1]
- Weißer Senf (Sinapis alba L.): Die mindestens drei Unterarten sind in Europa, Nordafrika und von Westasien bis Pakistan verbreitet; er ist aber weltweit ein Neophyt.[1]
- Sinapis flexuosa Poir.: Die Heimat sind die Kanaren, Marokko, das nördliche Algerien und das südliche Spanien.[1]
- Sinapis pubescens L.: Es gibt drei Unterarten:
  - Sinapis pubescens subsp. aristidis (Pomel) Maire & Weiller: Sie kommt nur im nördlichen Algerien vor.[1]
  - Sinapis pubescens subsp. indurata (Coss.) Batt.: Sie kommt nur im nördlichen Algerien vor.[1]
  - Sinapis pubescens subsp. pubescens: Sie kommt im südlichen Frankreich, in Italien, Sardinien, Sizilien, im nördlichen Algerien, in Tunesien und im nordöstlichen Libyen vor.[1]

## Senfarten, die nicht zur Gattung Senf (Sinapis) gehören
Botanisch nicht zur Gattung Senf (Sinapis) gerechnet werden:
- Schwarzer Senf (Brassica nigra (L.) W.D.J.Koch)
- Brauner Senf (Brassica juncea (L.) Czern.)
- Äthiopischer bzw. Abessinischer Senf (Brassica carinata A.Braun)

„Schwarz“, „braun“ und „weiß“ in den deutschen Trivialnamen bezieht sich auf die Farbe der Samenkörner, die zur Herstellung von Senf benutzt werden.